# Edisons 1986
De Edisons 1986 werden op 17 maart 1986 uitgereikt in de TROS TV Show, gepresenteerd door Ivo Niehe. Dit betekende dat er na twee jaar alweer een einde was gekomen aan de band tussen de Edison Stichting en de VARA, die de uitreikingen in 1984 en 1985 had verzorgd.
Er waren optredens van onder meer Yves Duteil en Jennifer Holliday. Zij waren de enige buitenlandse artiesten die hun Edison kwamen ophalen. De uitreiking vond plaats in theater 3 in 1 in Huizen.

## Winnaars
Internationaal
- Pop (Algemeen): Eurythmics voor Be Yourself Tonight
- Pop (Hardrock/Metal): Gary Moore voor Run For Cover
- Pop (Disco/Dans): Jennifer Holliday voor Say You Love Me
- Musical/Film: Barbra Streisand voor The Broadway Album
- Buitenlandse herkomst: Yves Duteil voor Yves Duteil
- Country: Emmylou Harris voor The Ballad of Sally Rose
- Extra: Stanley Jordan voor Magic Touch
- Extra: Supersax & L.A. Voices voor Volume 2

Nationaal
- Pop: Mai Tai voor Mai Tai
- Vocaal (Buitenlands): Lee Towers voor You and Me
- Vocaal (Nederlands): Rob de Nijs voor Pur Sang
- Vocaal (Volkse genre): Arne Jansen voor Zomerzon en Zuidenwind
- Cabaret/Theater/Musical: Urbanus voor Urbanus' Plezantste
- Jeugd: Klein Orkest voor Roltrap naar de Maan
- Extra: Boulevard of Broken Dreams voor The Talk of the Town

1960 · 1961 · 1962 · 1963 · 1964 · 1965 · 1966 · 1967 · 1968 · 1969 · 1970 · 1971 · 1972 · 1973 · 1974 · 1975 · 1976 · 1977 · 1978 · 1979 · 1980 · 1981 · 1982 · 1983 · 1984 · 1985 · 1986 · 1987 · 1988 · 1989 · 1990 · 1991 · 1992 · 1993 · 1994 · 1995 · 1996 · 1997 · 1998 · 1999 · 2000 · 2001 · 2002 · 2003 · 2004 · 2005 · 2006 · 2007 · 2008 · 2009 · 2010 · 2011 · 2012 · 2013 · 2014 · 2015 · 2016 · 2017 · 2018 · 2019 · 2020 · 2021 · 2022 · 2023 · 2024